# Movimiento de resistencia

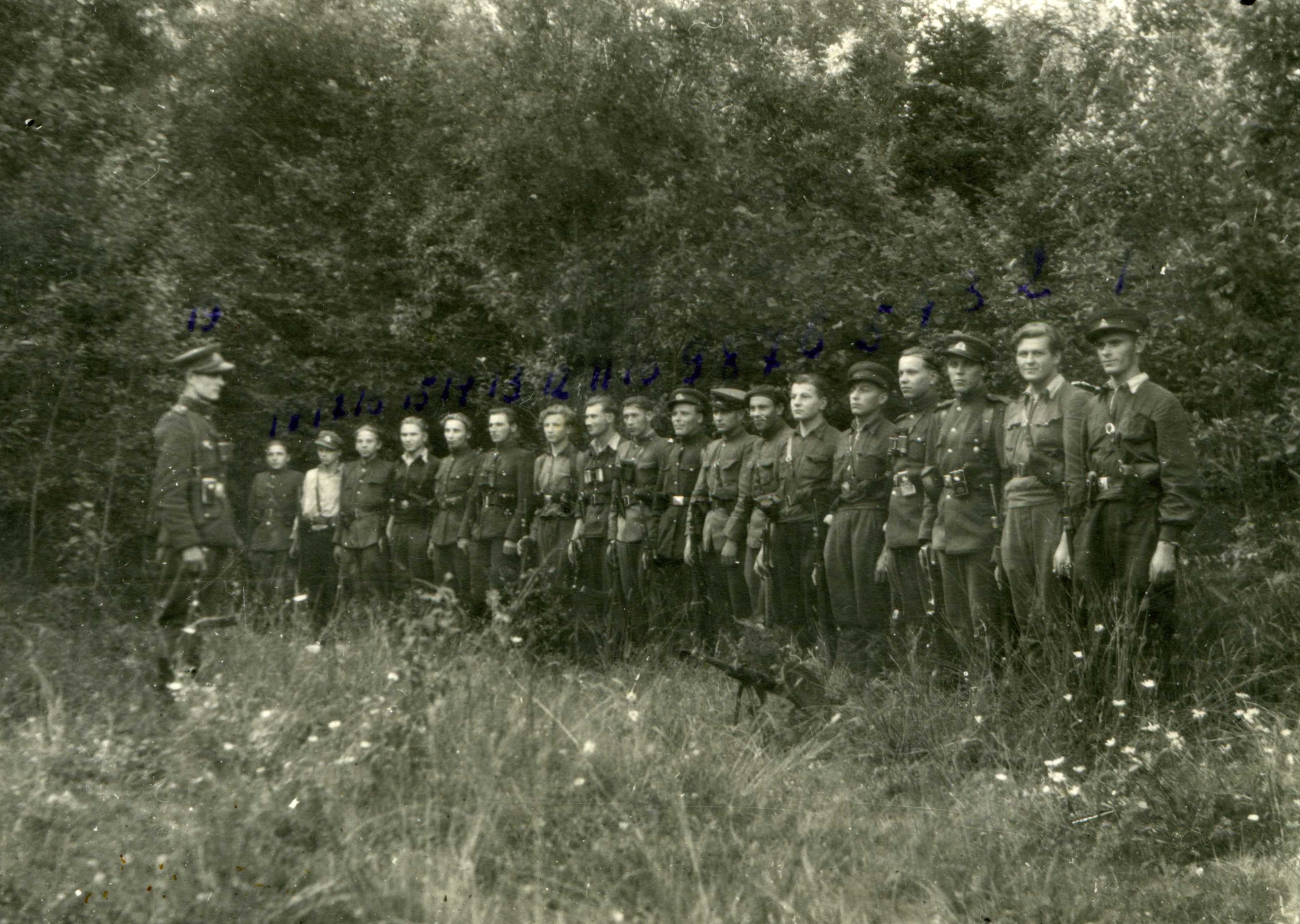
Partisanos antibolcheviques lituanos del distrito de Dainava.

Un movimiento de resistencia es un grupo o conjunto de grupos dedicados a oponerse a un invasor en un país ocupado o a un gobierno totalitario y/o autoritario (como dictaduras, imperios, monarquías absolutas, etc.). Puede tratar de alcanzar sus objetivos bien mediante la resistencia no violenta (algunas veces llamada resistencia civil) o por medio del uso de la fuerza. En muchos casos, como por ejemplo en Noruega en la Segunda Guerra Mundial, o la Resistencia peronista en Argentina contra el golpe de Estado de 1955, un movimiento de resistencia puede emplear tanto métodos violentos como no violentos, usualmente, operando bajo distintas organizaciones y actuando en distintas fases o áreas geográficas al interior del país.
El término resistencia es generalmente usado para designar un movimiento considerado legítimo. Así, organizaciones e individuos críticos a la intervención foránea y que apoyan formas de movimiento organizado (particularmente donde los ciudadanos son afectados) tienden a favorecer el empleo del término. Cuando tal movimiento de resistencia emplea la violencia, aquellos que estén favorablemente dispuestos a ella pueden hablar también de «luchadores por la libertad».

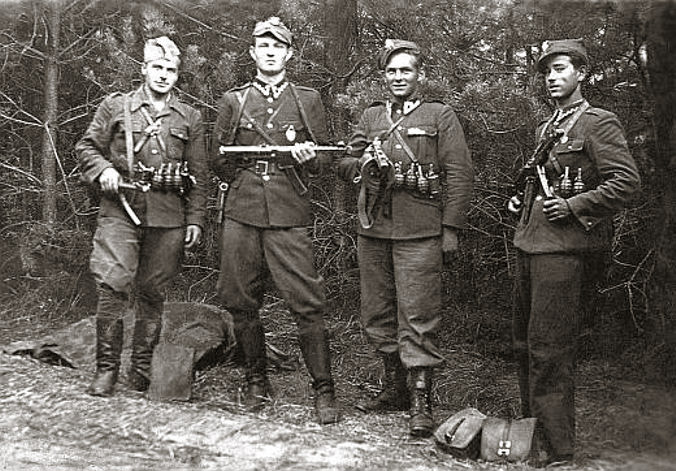
Partisanos anticomunistas polacos en 1947.

Sobre la legalidad de los movimientos de resistencia armada en el Derecho internacional, hay una disputa entre Estados desde, por lo menos, 1899, cuando tuvo lugar la primera gran codificación de las leyes de guerra en la forma de una serie de tratados internacionales. En el preámbulo de la Convención de La Haya de 1899 sobre guerra terrestre, fue presentada la cláusula Martens como un compromiso sobre la disputa entre las potencias mundiales, que consideraban que los francs-tireurs eran combatientes ilegales, sujetos a ser ejecutados al momento de su captura, mientras que los Estados menos poderosos mantenían su posición de que debían ser considerados como combatientes legales.

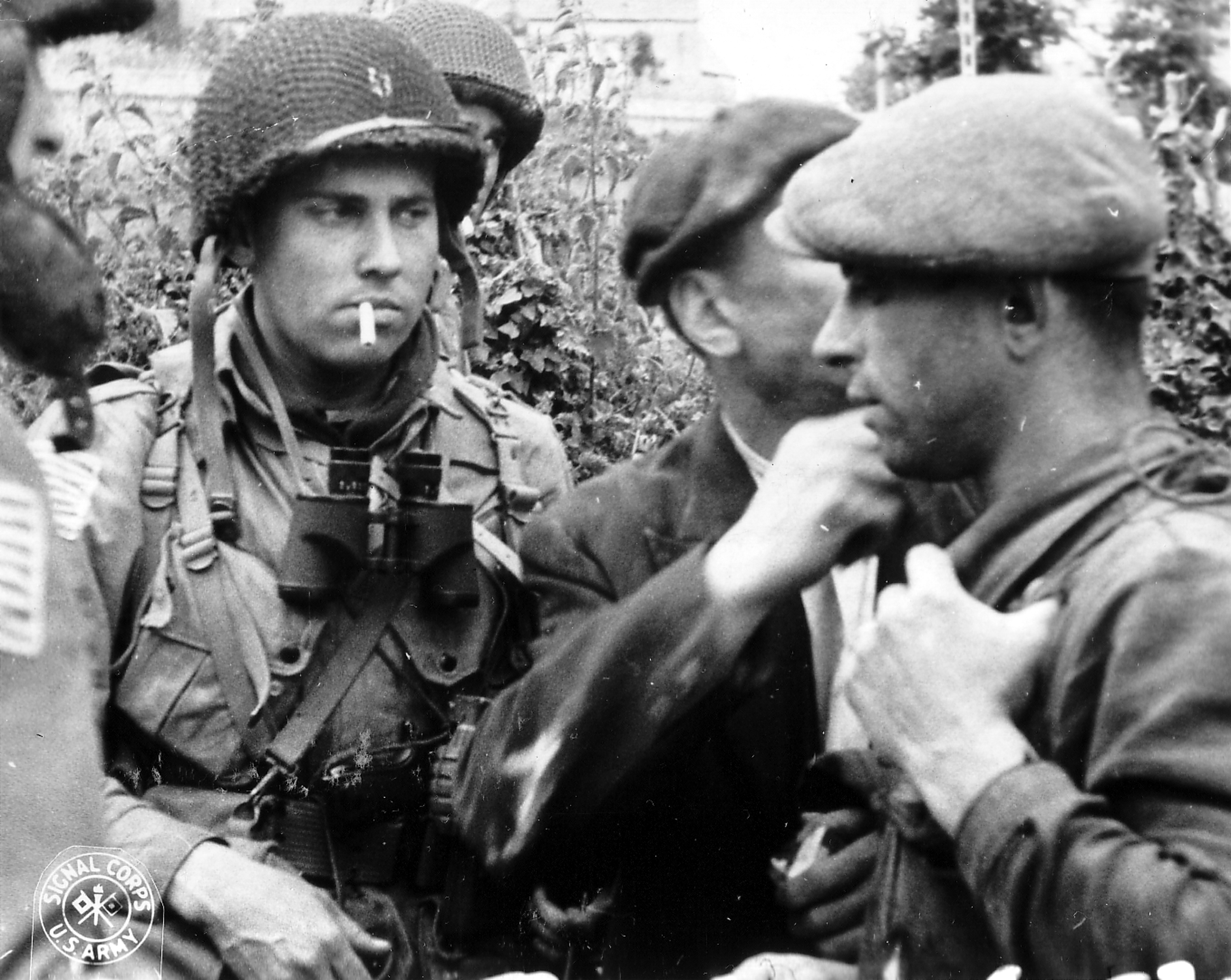
Batalla de Normandía, verano de 1944. Miembros de la resistencia francesa conversan con paracaidistas estadounidenses.

En una fecha más reciente, el Protocolo I (1977) de las Convenios de Ginebra del 12 de agosto de 1949, que se centra en la «protección de las víctimas de los conflictos armados internacionales», se refiere en el artículo 1, párrafo 4 a los conflictos armados «... en donde los pueblos están luchando contra el dominio colonial y la ocupación extranjera y contra regímenes racistas...» Esta fraseología contiene muchas ambigüedades que nublan la cuestión de quién es o no es un combatiente legítimo. Por lo tanto, dependiendo de la perspectiva de un gobierno, un movimiento de resistencia podría o no ser catalogado como un grupo terrorista basado en si los miembros del movimiento son considerados combatientes legales o ilegales y su derecho a resistir la ocupación es reconocida. Finalmente, la distinción es un opinión política.

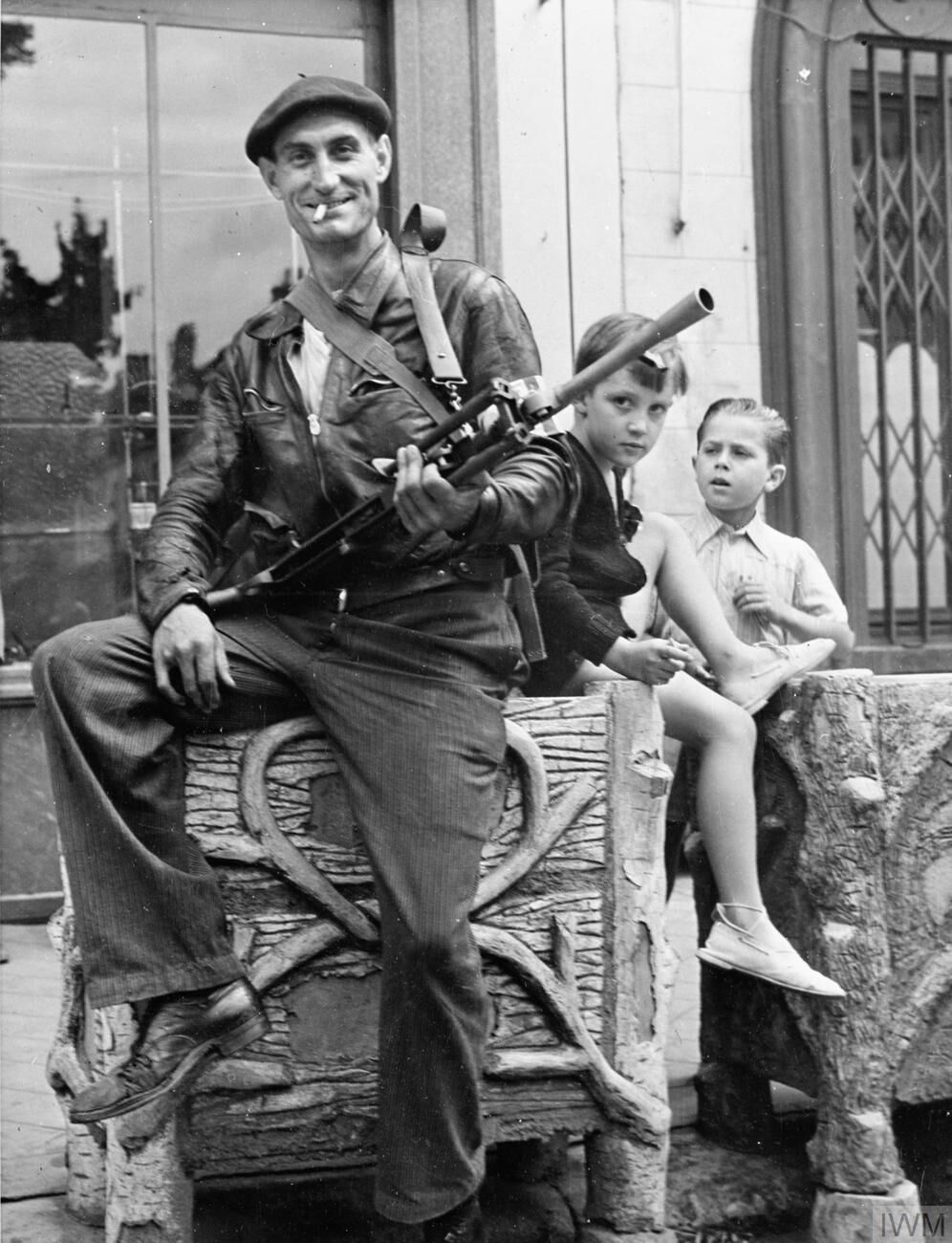
Observado por dos niños, un miembro de las Fuerzas Francesas del Interior (FFI) posa con su ametralladora ligera Bren en Châteaudun, 1944.

Un ejemplo de movimiento de resistencia, son los Hermanos del Bosque, grupos de partisanos estonios, letones y lituanos, que lucharon contra la ocupación de las repúblicas bálticas, durante y después de la Segunda Guerra Mundial.